# Bensenville
Bensenville ist eine Ortschaft im DuPage County, Illinois, Vereinigte Staaten, wobei ein kleines Areal in der Nähe des O’Hare International Airport im Cook County liegt und sich mit Chicago überlappt.
Das U.S. Census Bureau hat bei der Volkszählung 2020 eine Einwohnerzahl von 18.813 ermittelt. Bensenville beheimatet die Edge Ice Arena, das Stadion des Chicago Steel Junior Eishockeyteams.

## Geographie
Der Ort umfasst eine Gesamtfläche von 15 Quadratkilometern, von denen 99,11 % Landfläche und 0,89 % Wasserfläche sind. Ein Teil des Landes gehört technisch zum O’Hare Airport und ist Eigentum der City of Chicago. Auf dem Gelände des Flughafens gibt es allerdings zwei Friedhöfe, die zu Kirchen in Bensenville gehören. Es gab erhebliche Rechtsstreitigkeiten wegen des Wunsches des Flughafens, die Friedhöfe umzulegen und so Platz für Start- und Landebahnen zu schaffen.

## Demografie
Laut United States Census 2010 lebten 18.353 Menschen in dem Ort. Die Bevölkerungsdichte betrug 5305 Einwohner pro Quadratkilometer. Im Ort gab es 6743 Häuser.
Es gab 6312 Haushalte, in denen in 36,3 % der Fälle Kinder unter 18 Jahren lebten, 48,4 % waren verheiratete Paare, 11 % hatten einen weiblichen Haushaltsvorstand und 33 % waren keine Familien. 26,4 % der Haushalte waren Singlehaushalte und in 9,7 % lebten Menschen über 65 Jahre allein. Die durchschnittliche Haushaltsgröße betrug 2,89 und die durchschnittliche Familiengröße 3,5.
24,5 % der Bevölkerung war jünger als 18 Jahre, 7,4 % waren 20 bis 24 Jahre alt, 30,6 % waren 25 bis 44 Jahre alt, 23,9 % waren 45 bis 64 Jahre alt und 10,9 % waren 65 Jahre oder älter. Der Median lag bei 33,4 Jahren.
Der Median des Einkommens lag für Haushalte bei USD 52.500 und für Familien bei USD 55.500. Etwa 15,4 % der Familien lebten unterhalb der Armutsgrenze.